# Coupe Gambardella
Coupe Gambardella ist die Bezeichnung des französischen Fußballpokals für Jugendvereinsmannschaften (U-19 bzw. A-Jugend). Benannt wurde der Wettbewerb nach Emmanuel Gambardella, dem Präsidenten der Fédération Française de Football (FFF) von 1949 bis 1953; die FFF ist auch Organisator dieses Wettbewerbes. Bis 1954 hieß die Coupe Gambardella Coupe Nationale des Juniors. Hauptsponsor ist die Bank Crédit Agricole.
Der Wettbewerb gilt in Frankreich als wichtige Bühne, auf der die Vereine und ihre Nachwuchsspieler die Qualität ihrer – für Profivereine obligatorischen – Ausbildungszentren (centres de formation) nachweisen. Seine besondere Attraktivität besteht darin, dass auch unterklassige Vereine ihre Jugendarbeit einer größeren Öffentlichkeit präsentieren können. Dementsprechend erwähnen die siegreichen Klubs diesen Jugendtitel auch häufig unter ihrem Palmarès.

## Austragungsmodus
Die Coupe Gambardella wird nach dem Pokalmodus, also im K.-o.-System, ausgetragen; meist im Dezember eines Jahres beginnen die Ausscheidungen auf regionaler Ebene. Ab der Runde der letzten 128 Mannschaften werden die Spielpaarungen und das Heimrecht landesweit ausgelost. Nur der Gewinner der Partie erreicht die folgende Runde; steht ein Spiel nach 90 Minuten unentschieden, gibt es keine Verlängerung, sondern es kommt sofort zu einem Elfmeterschießen zur Ermittlung des Siegers.
Im Halbfinale werden die Spiele auf neutralem Platz ausgetragen, und zwar nacheinander im selben Stadion. Das Finale findet als Vorspiel des Pokalfinales der Männer im Stade de France statt. Dabei ist es zwar schon häufiger vorgekommen, dass sowohl bei den Jugendlichen wie bei den Männern Mannschaften desselben Vereins das Endspiel erreicht hatten; dass beide Teams dann auch den jeweiligen Pokal gewannen, kam allerdings bisher erst dreimal vor, nämlich 1970 (AS Saint-Étienne), 2007 (FC Sochaux) und 2013 (Girondins Bordeaux).

## Die Endspiele
| Jahr | Sieger                                            | Ergebnis                                          | Finalgegner                                       |
| 1955 | AS Cannes                                         | 3:0                                               | OSC Lille                                         |
| 1956 | AS Troyes-Savinienne                              | 2:1                                               | Stade Reims                                       |
| 1957 | Racing Lens                                       | 3:0                                               | AS Troyes-Savinienne                              |
| 1958 | Racing Lens                                       | 2:1                                               | AS Saint-Étienne                                  |
| 1959 | Racing Paris                                      | 1:0                                               | SM Caen                                           |
| 1960 | OSC Lille                                         | 1:0                                               | US Quevilly                                       |
| 1961 | Olympique Nîmes                                   | 2:0                                               | CO Joinville                                      |
| 1962 | AS Monaco                                         | 2:1                                               | FC Metz                                           |
| 1963 | AS Saint-Étienne                                  | 3:0                                               | CASG Paris                                        |
| 1964 | Stade Reims                                       | 4:3                                               | AS Saint-Étienne                                  |
| 1965 | Racing Strasbourg                                 | 3:2                                               | AS Aix                                            |
| 1966 | Olympique Nîmes                                   | 3:2                                               | SC Toulon                                         |
| 1967 | US Quevilly                                       | 2:1                                               | Stade Français Paris                              |
| 1968 | FC Martigues                                      | 2:2 **                                            | Stade Reims                                       |
| 1969 | Olympique Nîmes                                   | 3:0                                               | ES Viry-Châtillon                                 |
| 1970 | AS Saint-Étienne                                  | 3:3 *                                             | Olympique Lyon                                    |
| 1971 | Olympique Lyon                                    | 2:1                                               | AS Saint-Étienne                                  |
| 1972 | AS Monaco                                         | 2:1                                               | US Toulouse                                       |
| 1973 | Stade Rennes                                      | 1:1 *                                             | AS Brest                                          |
| 1974 | FC Nantes                                         | 4:1                                               | AS Nancy                                          |
| 1975 | FC Nantes                                         | 1:1 *                                             | FC Sochaux                                        |
| 1976 | Girondins Bordeaux                                | 3:0                                               | ES Viry-Châtillon                                 |
| 1977 | Olympique Nîmes                                   | 3:1                                               | Stade Reims                                       |
| 1978 | INF Vichy                                         | 3:1                                               | Paris Saint-Germain                               |
| 1979 | Olympique Marseille                               | 2:0                                               | Racing Lens                                       |
| 1980 | INF Vichy                                         | 1:0                                               | FC Metz                                           |
| 1981 | FC Metz                                           | 1:0                                               | OGC Nizza                                         |
| 1982 | AJ Auxerre                                        | 6:3                                               | AS Nancy                                          |
| 1983 | FC Sochaux                                        | 1:0                                               | Racing Lens                                       |
| 1984 | Stade Laval                                       | 0:0 *                                             | Montpellier La Paillade SC                        |
| 1985 | AJ Auxerre                                        | 3:0                                               | Montpellier La Paillade SC                        |
| 1986 | AJ Auxerre                                        | 0:0 *                                             | FC Nantes                                         |
| 1987 | Racing Paris                                      | 2:1                                               | FC Grenoble                                       |
| 1988 | INF Clairefontaine                                | 1:0                                               | AS Beauvais                                       |
| 1989 | Le Havre AC                                       | 0:0 *                                             | Paris Saint-Germain                               |
| 1990 | Brest Armorique                                   | 3:1                                               | FC Grenoble                                       |
| 1991 | Paris Saint-Germain                               | 1:1 *                                             | AJ Auxerre                                        |
| 1992 | Racing Lens                                       | 1:0                                               | Olympique Lyon                                    |
| 1993 | AJ Auxerre                                        | 1:0                                               | Racing Lens                                       |
| 1994 | Olympique Lyon                                    | 5:0                                               | SM Caen                                           |
| 1995 | AS Cannes                                         | 2:0                                               | Racing Lens                                       |
| 1996 | HSC Montpellier                                   | 1:0                                               | FC Nantes                                         |
| 1997 | Olympique Lyon                                    | 1:1 *                                             | HSC Montpellier                                   |
| 1998 | AS Saint-Étienne                                  | 1:1 *                                             | Paris Saint-Germain                               |
| 1999 | AJ Auxerre                                        | 0:0 *                                             | AS Saint-Étienne                                  |
| 2000 | AJ Auxerre                                        | 1:0                                               | OSC Lille                                         |
| 2001 | FC Metz                                           | 2:0                                               | SM Caen                                           |
| 2002 | FC Nantes                                         | 1:0                                               | OGC Nizza                                         |
| 2003 | Stade Rennes                                      | 4:1                                               | Racing Strasbourg                                 |
| 2004 | UC Le Mans                                        | 2:0                                               | Olympique Nîmes                                   |
| 2005 | FC Toulouse                                       | 6:2                                               | Olympique Lyon                                    |
| 2006 | Racing Strasbourg                                 | 3:1                                               | Olympique Lyon                                    |
| 2007 | FC Sochaux                                        | 2:2 *                                             | AJ Auxerre                                        |
| 2008 | Stade Rennes                                      | 3:0                                               | Girondins Bordeaux                                |
| 2009 | HSC Montpellier                                   | 2:0                                               | FC Nantes                                         |
| 2010 | FC Metz                                           | 1:1 *                                             | FC Sochaux                                        |
| 2011 | AS Monaco                                         | 1:1 *                                             | AS Saint-Étienne                                  |
| 2012 | OGC Nizza                                         | 2:1                                               | AS Saint-Étienne                                  |
| 2013 | Girondins Bordeaux                                | 1:0                                               | CS Sedan                                          |
| 2014 | AJ Auxerre                                        | 2:0                                               | Stade Reims                                       |
| 2015 | FC Sochaux                                        | 2:0                                               | Olympique Lyon                                    |
| 2016 | AS Monaco                                         | 3:0                                               | Racing Lens                                       |
| 2017 | HSC Montpellier                                   | 1:1 *                                             | Olympique Marseille                               |
| 2018 | ES Troyes AC                                      | 2:1                                               | FC Tours                                          |
| 2019 | AS Saint-Étienne                                  | 2:0                                               | Toulouse FC                                       |
| 2020 | Wettbewerb nach dem Achtelfinale abgebrochen      | Wettbewerb nach dem Achtelfinale abgebrochen      | Wettbewerb nach dem Achtelfinale abgebrochen      |
| 2021 | Wettbewerb aufgrund anhaltender Pandemie abgesagt | Wettbewerb aufgrund anhaltender Pandemie abgesagt | Wettbewerb aufgrund anhaltender Pandemie abgesagt |
| 2022 | Olympique Lyon                                    | 1:1 *                                             | SM Caen                                           |
| 2023 | AS Monaco                                         | 4:2                                               | Clermont Foot                                     |
| 2024 | Olympique Marseille                               | 4:1                                               | AS Nancy                                          |

## Statistik
Stand: nach dem Endspiel von 2019

### Häufigste Sieger
- 7 Titel: AJ Auxerre
- 5 Titel: AS Monaco
- 4 Titel: Olympique Lyon, Olympique Nîmes, AS Saint-Étienne
- 3 Titel: Racing Lens, FC Nantes, Stade Rennes, FC Metz, FC Sochaux, HSC Montpellier
- 2 Titel: AS Cannes, Olympique Marseille, Racing Paris, Racing Strasbourg, INF Vichy, Girondins Bordeaux, ES Troyes AC

### Häufigste Finalisten
- 10 Teilnahmen: AS Saint-Étienne
- 9 Teilnahmen: AJ Auxerre, Olympique Lyon
- 8 Teilnahmen: Racing Lens
- 6 Teilnahmen: FC Nantes, La Paillade/HSC Montpellier
- 5 Teilnahmen: Olympique Nîmes, FC Metz, AS Monaco, Stade Reims, FC Sochaux
- 4 Teilnahmen: SM Caen, Paris Saint-Germain